# Kammer der Ziviltechniker
Die Kammer der Ziviltechniker, kurz Ziviltechnikerkammer, früher auch Kammer der Architekten und Ingenieurkonsulenten genannt, ist die gesetzliche Interessensvertretung auf Bundesebene der Ziviltechniker in Österreich. Ihre rechtliche Grundlage bildet das Ziviltechnikergesetz 2019 (kurz ZTG, zu finden im BGBl. I Nr. 29/2019). Sämtliche Ziviltechniker sind aufgrund des Ziviltechnikergesetzes Mitglieder der Länderkammern für Ziviltechniker. 
Als Körperschaft öffentlichen Rechts ist sie unter anderem für Fragen der Berufsordnung und Ausbildung zuständig. Die Kammer erteilt Auskünfte an Länder, Gemeinden und Bürger, sie stellt Kontakte her und bietet Seminare und Informationsveranstaltungen an.

## Präsidenten
- 1970–1978 Herbert Müller-Hartburg, Architekt
- 1978–1982 Helmut Werner, Zivilingenieur für Bauwesen
- 1982–1986 Kurt Koss
- 1986–1990 Utz Purr, Architekt
- 1990–1992 Walter Lüftl, Bauingenieur
- 1992–1994 Helmut Schimek, Architekt
- 1994–1996 Gerhard Palfinger, Zivilingenieur für Vermessungswesen
- 1996–1998 Ortfried Friedreich, Zivilingenieur für Bauwesen
- 1998–2002 Peter Scheifinger, Architekt
- 2002–2006 Robert M. Krapfenbauer, Ingenieurkonsulent für Bauwesen
- 2006–2014 Georg Pendl, Architekt
- 2014–2018 Christian Aulinger, Architekt
- 2018–2022 Rudolf Kolbe, Zivilingenieur für Vermessungswesen
- seit 2022 Daniel Fügenschuh, Architekt